# Sozialistische Republik Kroatien
Die Sozialistische Republik Kroatien (serbokroatisch Социјалистичка Република Хрватска Socijalistička Republika Hrvatska), kurz SR Kroatien, war eine Teilrepublik der Sozialistischen Föderativen Republik Jugoslawien. Bis 1963 lautete die Bezeichnung Volksrepublik Kroatien (Народна Република Хрватска Narodna Republika Hrvatska) bzw. Föderative Volksrepublik Jugoslawien. Die SR Kroatien wurde entsprechend den Ergebnissen der zweiten AVNOJ-Konferenz (1943) nach Ende des Zweiten Weltkrieges gegründet und vom Bund der Kommunisten Kroatiens beherrscht. Die Hauptstadt war Zagreb.
Die SR Kroatien hatte einen Anteil von 20 Prozent an der Bevölkerung, 22 Prozent der Fläche und 26 Prozent des Bruttoinlandsprodukts Jugoslawiens.
Mit der Verfassung aus dem Jahr 1990 wurde die Bezeichnung „sozialistisch“ entfernt und die historischen Staatssymbole wieder angenommen.

## Geschichte
Ebenso wie in den anderen Republiken wurde in Kroatien der Sozialismus eingeführt. Politische Gegner und besonders ehemalige Anhänger der Ustascha und andere Regimegegner wurden unmittelbar nach dem Zweiten Weltkrieg in den ersten Jahren verfolgt. Die ehemals große deutsche Minderheit in den östlichen Regionen Slawonien, der Baranja und Syrmien (Donauschwaben) wurde unter dem Vorwurf der kollektiven Kollaboration mit den faschistischen Besatzern fast vollständig enteignet und vertrieben. Hierbei wurden Zehntausende ermordet bzw. ein Teil der arbeitsfähigen männlichen Bevölkerung zur Zwangsarbeit in die Sowjetunion deportiert. Ebenso wurde die Mehrzahl der Italiener in Istrien und in Küstenstädten wie Rijeka, Zadar und Split ausgesiedelt. Im Gegensatz zu den Deutschen wurden die im Lande verbliebenen Italiener jedoch als Nationalität anerkannt und erhielten Minderheitenrechte, die im Rahmen der Verträge zwischen Jugoslawien und Italien zur Regelung der Triest-Frage auch international garantiert wurden (vgl. Freistaat Triest und Vertrag von Osimo).
Nach dem Bruch zwischen Stalin und Tito 1948 und besonders nach den Reformen der 1960er Jahre nahm die Entwicklung der politischen Praxis in Jugoslawien ihren eigenen Lauf. Es erfolgte eine zunehmende Öffnung zum Westen hin, die Duldung privater Familienbetriebe und landwirtschaftlicher Güter bis zu einer Höchstgröße von 20 Hektar, eine relative Nicht-Einmischung des Staates in private Angelegenheiten sowie die Einführung der Arbeiterselbstverwaltung und einer sozialistischen Marktwirtschaft. Öffentlich auftretende politische Gegner des Titoismus mussten aber weiterhin mit Repressionen bis hin zu politischer Haft auf der Gefängnisinsel Goli otok oder dem Gefängnis in Nova Gradiška rechnen.
Durch die weitgehende Öffnung des Landes auch zum Westen hin konnte sich der Tourismus an der Adriaküste entfalten. Bis zum Zusammenbruch Jugoslawiens war der Tourismus eine der wichtigsten Devisenquellen. Eine andere wichtige Geldquelle waren Sendungen von Gastarbeitern. Vor allem im Großraum Zagreb und in Slawonien konnte sich auch die Industrie entfalten, während Dalmatien in dieser Hinsicht rückständig blieb.
Kroatien war vor allem durch den Tourismus, Produktivität und relativ erfolgreiche Wirtschaftsunternehmen insgesamt eine der wohlhabendsten Republiken in Jugoslawien, auch wenn etwa Teile des Landes wie die Lika, die Zagora und die Banija stark zurückblieben und durch massive Landflucht gekennzeichnet waren. Die Tatsache, dass Kroatien ärmere Regionen finanziell unterstützen musste und das Geld für die eigene Entwicklung fehlte, führte zu Spannungen mit der Zentralregierung.

### Kroatischer Frühling von 1971
Als Kroatischer Frühling wird eine Reformbewegung bezeichnet, zuerst unter Intellektuellen, die aber bald auch die Zagreber Parteispitze erreichte. Die Vertreter machten durch eine Reihe ökonomischer, pro-demokratischer aber auch nationalistischer Forderungen auf sich aufmerksam. Dazu zählten die Einstellung von Zahlungen an ärmere Republiken, eine stärkere Autonomie der Republiken und die Forderung einer Autobahn von Zagreb nach Split und Rijeka.
Aufgrund der negativen Zahlungsbilanz in 45 Jahren fühlten sich die Kroaten um die Ergebnisse ihrer wirtschaftlichen Erfolge betrogen und ausgenutzt. Während Kroatien über 50 Prozent der Deviseneinnahmen Jugoslawiens erwirtschaftete, erhielt es von der Belgrader Zentralbank im langjährigen Durchschnitt etwa sieben Prozent für sich zurück.
Der Kroatische Frühling begann unter anderem mit dem Streit um die Stellung der kroatischen Sprache in Jugoslawien. Offiziell war diese als westliche Variante der serbokroatischen Sprache mit der östlichen Variante (dem Serbischen) gleichgestellt, de facto überwog jedoch vor allem im staatlichen Sprachgebrauch und in der Öffentlichkeit die serbische Variante, während die Verwendung spezifisch kroatischer Formen als nationalistische Abweichung angesehen wurde. Am 17. März 1967 unterzeichneten zahlreiche kroatische Intellektuelle, darunter wichtige Wissenschaftler und Schriftsteller wie Miroslav Krleža, eine Deklaration über die Bezeichnung und Stellung der kroatischen Literatursprache, in der sie die offizielle Anerkennung der Eigenständigkeit der kroatischen Sprache forderten und 1971 durchsetzten.

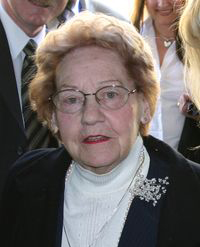
Savka Dabčević-Kučar, Führungspersönlichkeit des Kroatischen Frühlings

Begünstigt durch die Liberalisierung der politischen Öffentlichkeit in Jugoslawien nach dem Sturz des Innenministers Aleksandar Ranković wurden erstmals seit der Machtübernahme der Kommunisten weitere wirtschaftliche und politische Themen zunehmend kritisch öffentlich diskutiert. Die Führung des Bundes der Kommunisten Kroatiens unter Savka Dabčević-Kučar unterstützte diese Liberalisierung und machte sich Teile der öffentlichen Forderungen zu eigen. Zwar wurde die Führungsrolle der Partei nicht in Frage gestellt, jedoch lösten sich gesellschaftliche Organisationen wie der traditionelle Kulturverband Matica hrvatska und der von Dražen Budiša geleitete Studentenverband der Universität Zagreb aus der Einflusssphäre der Partei und begannen selbständig aufzutreten.
Die Parteiführung auf Bundesebene stand der Entwicklung in Kroatien zunächst abwartend gegenüber, zumal die Person Titos in der kroatischen Öffentlichkeit nicht direkt kritisiert, sondern vielmehr um seine Unterstützung geworben wurde. In den Kreisen der Jugoslawischen Volksarmee und des Geheimdienstes wurde jedoch zunehmend ein Eingreifen gegen die Entwicklung in Kroatien gefordert, die als Bedrohung der Einheit Jugoslawiens angesehen wurde. Schließlich zwang Tito am 29. November 1971 die gesamte Führung des Bundes der Kommunisten Kroatiens zum Rücktritt. Sie wurde durch eine linientreue neue Parteiführung ersetzt, die der politischen Liberalisierung sofort ein Ende setzte. Bis Mitte 1972 wurden 550 Personen festgenommen, insgesamt 2000 Menschen verurteilt.
Die Forderungen nach größerer wirtschaftlicher Selbständigkeit der Teilrepubliken Jugoslawiens wurden durch die neue Verfassung von 1974 teilweise erfüllt, eine politische Liberalisierung hingegen bis in die zweite Hälfte der 1980er Jahre nicht zugelassen. Die Zeit von 1972 bis Mitte der 1980er Jahre wird daher auch als Zeit des kroatischen Schweigens (hrvatska šutnja) bezeichnet.

## Krise der 1980er Jahre
Während der tiefen politischen und wirtschaftlichen Krise Jugoslawiens in den späten 1980er Jahren verstärkte sich der Gegensatz zwischen zentralistischen Tendenzen einerseits und einem wiedererwachenden kroatischen Nationalbewusstsein andererseits. Mit dem Tod Titos 1980 fiel ein wichtiger Stabilisierungsfaktor weg.
Als ab Mitte der achtziger Jahre Glasnost in der Sowjetunion das Ende der sozialistischen Ära in Europa einläutete, forderten verstärkt vor allem Slowenien und Kroatien einen Umbau Jugoslawiens zu einer Konföderation und eine Umorientierung hin zur parlamentarischen Demokratie und Marktwirtschaft.
Slobodan Milošević setzte sich für einen zentralisierten jugoslawischen Gesamtstaat unter kommunistischer Herrschaft ein. Milošević propagierte gegen Albaner, Kroaten und Slowenen, um deren Unabhängigkeitsbestrebungen zu verhindern.
In der zunehmend vergifteten Atmosphäre waren Angstpropaganda und gegenseitige Verleumdungen an der Tagesordnung.

## Staatssymbole

### Flaggen

Flagge vom 8. Mai 1945 bis 17. Januar 1947; vormals Flagge der kroatischen Partisanenbewegung
Flagge vom 18. Januar 1947 bis 25. Juni 1990
Flagge de facto vom 26. Juni bis 21. Dezember 1990[6]

### Wappen

Emblem von 1943 bis 1947
Wappen von 1947 bis 1990
Wappen de facto vom 26. Juni bis 21. Dezember 1990[6]